# Нікола Оліслагерс
Нікола Оліслагерс (англ. Nicola Lauren Olyslagers McDermott; нар. 28 грудня 1996, Норт-Госфорд) — австралійська легкоатлетка. Оліслагерс виграла срібні медалі на Олімпіадах у Токіо 2020 та Парижі 2024, бронзову медаль на Чемпіонаті світу з легкої атлетики 2023 у стрибках у висоту. Окрім цього, Оліслагерс є поточною рекордсменкою Океанії зі стрибків у висоту та чемпіонкою світу на Чемпіонаті світу з легкої атлетики у приміщенні 2024 року.

## Кар'єра
Оліслагерс брала участь у чемпіонаті світу з легкої атлетики 2017 року, а також в Іграх Співдружності 2018 року, де стрибнула на 1,91 м, встановивши новий особистий рекрод та завоювала бронзову медаль. 20 червня 2019 року Оліслагерс покращила особистий рекорд, стрибнувши на 1,96 м на стадіоні в Остраві, Чехія. 29 серпня 2020 року в Зінні, Німеччина Нікола встановила новий особистий рекорд — 1,98 м, що підняв спортсменку на друге місце в загальному списку австралійських жінок-стрибунів у висоту.
18 квітня 2021 року Оліслагерс встановила рекорди Австралії та Океанії з особистим рекордом 2,00 м. Спортсменка поліпшила свій особистий рекорд до 2,01 м у Стокгольмі 4 липня 2021 року та до 2,02 м на Олімпійських іграх у Токіо 7 серпня 2021 року, завоювавши срібло.

### Виступи на міжнародних змаганнях
| Рік  | Змагання                      | Місце проведення | Результат | Місце |
| ---- | ----------------------------- | ---------------- | --------- | ----- |
| 2014 | Чемпіонат світу серед юніорів | США              | 1,79 м    | 16    |
| 2015 | Універсіада                   | Південна Корея   | 1,80 м    | 4     |
| 2017 | Універсіада                   | Тайвань          | 1,88 м    | 7     |
| 2018 | Ігри Співдружності            | Австралія        | 1,91 м    | 3     |
| 2018 | Континентальний кубок ІААФ    | Угорщина         | 1,87 м    | 5     |
| 2019 | Чемпіонат світу               | Катар            | 1,90 м    | 15    |
| 2021 | Олімпійські ігри              | Японія           | 2,02 м AR | 2     |
| 2022 | Чемпіонат світу               | США              | 1,96 м    | 5     |
| 2023 | Чемпіонат світу               | Угорщина         | 1,99 м    | 3     |
| 2024 | Чемпіонат світу в приміщенні  | Велика Британія  | 1,99 м    | 1     |
| 2024 | Олімпійські ігри              | Франція          | 2,00 м    | 2     |
| 2025 | Чемпіонат світу в приміщенні  | КНР              | 1,97 м    | 1     |

## Особисте життя
Оліслагерс має хорватське походження, її матір родом з острова Корчула. Після того, як у віці семи років вона познайомилася з легкою атлетикою в школі та виграла більшість змагань від штовхання ядра до бігу на 200 метрів, батьки залучили Оліслагерс до занять легкою атлетикою.
Вивчає біохімію в Сіднейському університеті. Її улюблена спортсменка — Бланка Влашич.
Оліслагерс — відверта євангелійська християнка, є членом п'ятидесятницької конфесії. Вона стала християнкою у молодіжному таборі у віці 16 років.
Оліслагерс сказала, що прийняла свідоме рішення щодо публічного висвітлювання своєї християнської віри, яка, на її думку, важливіша для неї, ніж спорт. Вона описала це в одному з інтерв'ю так: «У 2017 році був мій вирішальний момент, коли щось перемкнулось в голові, і я вирішила що Бог важливіщий за спорт — все, що я отримую зі спорту, — це бонус, але я вже досконала, кохана як людина незалежно від цього. Це просто дозволяє мені злітати над кожним стрибком як можна вище, й більше не лякатися, тому що мене люблять, а це найголовніше».
Її часто надихають вірші з Біблії. Вона заявила, що ніяка золота медаль не може принести довгострокове задоволення її серцю, і що любов Бога, а не її поведінка визначає її особистість; це є причина її зосередженості на тому, щоб мати особистість поза спортом.
У квітні 2022 року одружилася з Рісом Оліслагерсом і з того часу виступає як Нікола Оліслагерс.